# Catilinarie
Le Catilinarie (in latino: Orationes in Catilinam) sono quattro celebri discorsi tenuti da Cicerone contro Catilina.
Le quattro orazioni deliberative furono pronunciate tra il novembre e il dicembre del 63 a.C. in seguito alla scoperta e alla repressione della congiura che faceva capo a Catilina. Dalle notizie pervenuteci dall'epistolario ad Attico è possibile affermare che vennero pubblicate nel 60 a.C., anno in cui fu pubblicata una raccolta delle orazioni consolari di Cicerone.
Per estensione, il termine "catilinaria" indica una critica o invettiva ostile e violenta contro qualcuno.

## Contesto storico
Tra il 67 e 62 a.C., mentre Pompeo era impegnato in Oriente, a Roma la crisi dello Stato non era ancora stata risolta e la politica romana era minacciata da Lucio Sergio Catilina, rappresentante della vecchia nobilitas arricchitasi durante la dittatura sillana e poi via via indebolitasi. Dopo la morte di Silla (78 a.C.) Catilina, suo fervido sostenitore, contando sulla cittadinanza inquieta e pronta alla rivolta portò avanti il rivoluzionario progetto sillano, ad ingrossare le file dei suoi seguaci vi erano oltre ai veterani di Silla, anche “criminali e facinorosi" e “ceti diseredati, elementi marginali, giovani nobili inquieti, veri e propri briganti”.
In un primo momento, Catilina aspirava a raggiungere il consolato per mettere in atto una riforma costituzionale ed economica e successivamente una dittatura, indispensabile per lui. La riforma consisteva nel sottrarre le magistrature e sacerdozi agli oligarchici, ridistribuire le ricchezze e modificare i sistemi giudiziari. A determinare il cambiamento del suo atteggiamento politico furono elementi egoistici, l'ambizione di molti ottimati che aspiravano al consolato e il timore di una dittatura di Pompeo.

## Orationes in Catilinam
Secondo Narducci, sarebbe “ovvio pensare a rimaneggiamenti" perché solo in questo modo si potrebbe comprendere l'atteggiamento intransigente seguito da Cicerone nei confronti di Catilina. La congiura fu sventata da Cicerone, grazie alle rivelazioni di Fulvia, amica di Terenzia e amante di Quinto Curio Rufo (uno degli implicati nella congiura), il quale aveva raccontato tutti i particolari dell'attentato al console. Curio, infatti, aveva svelato per filo e per segno tutto ciò che si era detto e pianificato tra i congiurati a Fulvia, la quale, a sua volta, aveva riferito ogni cosa a Cicerone.
Ma il senato non diede la dovuta attenzione alle parole di Curio, e nella notte tra il 20 e il 21 ottobre, Cicerone ricevette delle lettere anonime che lo mettevano in guardia, insieme ad altri insigni personaggi, dal piano ordito contro gli ottimati. Dietro la diffusione di queste lettere, c'era molto probabilmente la figura di Crasso, che insieme a Cesare si era schierato dalla parte di Catilina, sperando di raggiungere il consenso dei ceti dei finanzieri e dell'ordine equestre e dei ceti possidenti; ma, in un secondo momento, i due si allontanarono dal pericoloso Catilina e dal suo atteggiamento eversivo.
Così Cicerone, dopo aver mostrato le lettere in senato, smascherò e documentò anche le temibili manovre di Manlio, un proprietario terriero fallito, che aveva radunato presso Fiesole un esercito di coloni sillani; l'esercito si sarebbe dovuto spostare verso Roma nei primi di ottobre, mentre Catilina, con il suo gruppo di congiurati, avrebbe dovuto occupare la città, devastandola.
Così, la notte del 7 novembre, i congiurati, dopo essersi incontrati presso la casa del senatore M. Porcio Leca, avrebbero messo a punto ogni particolare della congiura. Dunque, la mattina dell'8 novembre, il console, ormai consapevole di ciò che stava per accadere, fece trovare l'ingresso della sua casa completamente sbarrato, e, in quello stesso giorno, convocò il senato nel tempio di Giove Statore, accusando il suo avversario Catilina con una violenta invettiva.

## Cicerone e Catilina
Cicerone e Catilina si conoscevano già da tempo. Entrambi, infatti, avevano militato in giovinezza nell'esercito di Gneo Pompeo Strabone.
Nel 65 a.C., Cicerone, per garantirsi il voto dei popolari, si avvicinò proprio a Catilina, ma l'accordo non andò a buon fine. Pertanto l'Arpinate ripiegò sul sostegno degli optimates e delle fazioni più disparate.
È opportuno ricordare che già un'altra congiura, che vide sempre Lucio Sergio Catilina tra i cospiratori, aveva destato agitazione tra il popolo romano e probabilmente fu il timore scaturito da quel clima sovversivo ad aver contribuito alla riuscita del progetto di Cicerone.
Tra il 66 e il 65 a.C. fu coinvolto in una prima congiura, e accusato di cospirazione assieme a Calpurnio Pisone, per aver architettato l'uccisione dei consoli in carica. I due avrebbero provveduto all'eliminazione dei due consoli eletti inizialmente, e a rimettere in carica, poi, Publio Autronio e Cornelio Silla, i due candidati al consolato, e successivamente esclusi dalla carica, in quanto implicati anch'essi nella cospirazione. In realtà gli ispiratori di questa congiura furono Cesare e Crasso, che si servirono dei consoli designati e anche di Catilina per arrivare ad attuare il loro disegno del colpo di Stato.

## Le competizioni elettorali
Lucio Sergio Catilina nel 66 a.C. tentò l'elezione al consolato. Fu escluso dalla competizione poiché non solo consegnò in ritardo la candidatura, ma venne accusato di abuso di potere e di concussione da Publio Clodio Pulcro durante la sua carica di governatore in Africa (67a.C). Nel 64 a.C. si ricandidò per il consolato dell'anno successivo, basando la sua campagna elettorale sul disagio sociale degli inurbati e sulle loro condizioni lavorative e abitative, ma quell'anno ad ottenere il consolato fu Marco Tullio Cicerone che volle accordarsi segretamente con Gaio Antonio Ibrida, altro candidato dei populares, promettendogli di ottenere anche i voti dei suoi nemici. L'Arpinate fu sostenuto dal fratello Quinto, che nel suo “Commentariolum petitionis” (64 a.C.), evidenziava i misfatti di Catilina, tra cui l'incesto con la sorella, gli omicidi commessi durante la dittatura sillana, le accuse di corruzione, al fine di essere assolto al successivo processo per concussione.
Secondo Quinto la propaganda elettorale doveva essere eclettica, e quindi doveva essere rivolta a tutta l'Italia e a tutti i tipi di legami personali. Ma Catilina, uomo caparbio e tenace, dopo essersi garantito l'appoggio della plebe romana e degli schiavi, si candidò al consolato per l'anno 62 a.C. con un programma che prevedeva l'annullamento dei debiti, suscitando il malcontento della nobiliitas, ma anche questa volta non venne eletto, al contrario furono eletti Lucio Licinio Murena e Decimo Giunio Silano. Fu questa ulteriore sconfitta politica a spingere Catilina a ordire la congiura, il suo intento era creare disordini, uccidere persone di rilievo politico a Roma e provocare incendi, a differenza di Cicerone, il quale improntò tutta la sua azione demagogica sui concetti di pax e concordia ordinum.
Il tripudio, l'acclamazione, nei confronti del console si conservò fino all'anno seguente, quando durante il processo ai catilinari rimasti egli fece applicare la condanna. Una frattura si verificò quando Cicerone difese uno degli accusati, Publio Cornelio Silla, e fu tacciato di decretarne personalmente l'innocenza da parte di Manlio Torquato; (circolava la voce che egli avesse ricevuto dall'imputato del denaro per acquistare una casa sul Palatino). Le principali fonti di informazioni circa il pensiero e le reali intenzioni del console sono rappresentate dalle lettere che egli stesso scrisse ad Attico in cui è possibile cogliere anche un certo svelamento della sua personalità. Il destino di Cicerone, a seguito delle orazioni, fu strettamente legato a due avvenimenti storici in particolare: il triumvirato del 60 a.C. e il dissidio con Publio Clodio Pulcro a seguito dello scandalo della Bona dea. Nonostante quest'ultimo fu assolto, memore della testimonianza a lui avversa da parte di Cicerone, decise di vendicarsi mandandolo in esilio nel 58 a.C.

## Orationes

### Oratio I in Catilinam
(Marco Tullio Cicerone, prima Catilinaria)
È così che l'8 novembre del 63 a.C. Cicerone apre il suo discorso, tenuto in Senato, riunito eccezionalmente nel Tempio di Giove Statore, alla presenza di Catilina stesso. La scelta del luogo non fu casuale perché, secondo la leggenda, Romolo avrebbe invocato il dio, promettendogli l'erezione di un tempio, se avesse arrestato la fuga dei suoi, incalzati dai Sabini.Così Cicerone scelse questo tempio per il suo nome benaugurante, sicuro che l'attacco dei catilinari sarebbe stato sventato.
Essendo un'orazione deliberativa, Cicerone si sarebbe dovuto rivolgere ai senatori, invece si scaglia direttamente contro Catilina "lanciandogli contro il suo quousque tandem, la sua fiera invettiva di sdegno, di rivelazione, di minacce, di ironie, di maledizione in nome della patria". L'audacia (temerarietà) e il furor (pazzia) sono i tratti principali del Catilina ciceroniano e, per sminuire il suo progetto politico, Cicerone usa termini quali pestis (rovina) e scelus (crimine). Lo scopo di Cicerone è quello di denigrare il nemico innalzando sé stesso e più che sulla coniuratio egli insiste sulla pestis, la rovina che Catilina diffonde a Roma.
Catilina si presenta alla seduta del Senato, ma nessuno dei senatori risponde al suo saluto e Cicerone si siede accanto a lui; il console insiste sulla compattezza del gruppo e sull'isolamento che questo gruppo sa creare intorno al traditore dello Stato.
«Sei entrato or ora in Senato. Chi fra tutta questa folla, fra tanti amici e familiari tuoi ti ha degnato di un saluto? [...] E di più: il fatto che al tuo arrivo tutti codesti scanni sono rimasti vuoti e che, appena hai preso posto, tutti i consolari, che più volte furono da te destinati alla strage, hanno completamente abbandonato codesto settore con qual animo mai credi tu di doverlo sopportare?»
Cicerone afferma che già da tempo sarebbe stato necessario mandare a morte Catilina, come successe a uomini meno colpevoli di lui come Tiberio Gracco, Spurio Melio, Gaio Gracco, Marco Fulvio, Gaio Servilio e Lucio Saturnino ma, nonostante il decreto del senatus consultum ultimum del 21 ottobre, non ordina la sua morte perché molti l'avrebbero giudicato un tiranno che ha compiuto un gesto crudele. Fino a quando ci fosse stato qualcuno in difesa di Catilina, lui sarebbe vissuto, ma sorvegliato dalle guardie di Cicerone.
«Tu sarai finalmente mandato a morte solo quando non si potrà trovare più nessuno tanto malvagio, tanto scellerato, tanto a te somigliante che in ciò non riconosca apertamente un atto di giustizia. Ma finché vi sarà uno solo che osi difenderti, tu vivrai così come ora vivi, stretto d'ogni parte da numerose e fide milizie mie, ché tu non sia in grado di muovere un passo contro lo Stato.»
Il console conosceva tutti i progetti dei congiurati, tra cui la levata in armi di Manlio e ciò che stabilirono in casa di Leca ovvero l'attentato alla sua stessa vita, per opera di due cavalieri; egli elenca i misfatti di Catilina, come la sua disgustosa vita privata, le attività omicide sotto il governo di Silla, i suoi debiti, le malversazioni compiute durante il governo della provincia d'Africa, l'accusa di corruzione in un processo per concussione ma soprattutto il suo progetto di assalto armato a Roma, con la complicità di Gaio Manlio. Quando Catilina chiede di riferire al Senato, «Fanne proposta al Senato», Cicerone non si prestò al gioco sapendo che seduti vi erano anche amici di lui e gli indecisi, per questo usò un espediente per fargli capire ugualmente cosa pensasse il Senato: gli intimò di uscire dalla città e partire per l'esilio, «Esci da Roma, Catilina, libera la repubblica dall'ansia e, se questa è la parola che attendi da me, parti per l'esilio». Tutti rimasero in silenzio e Cicerone lo interpreta come generale assentimento, opponendo che, se avesse esiliato Publio Sestio e Marco Marcello, i senatori gli avrebbero messo le mani addosso.
«Ebbene? Non fai attenzione al silenzio di costoro, non lo intendi? Essi mi lasciano parlare, tacciono. A che aspetti la sanzione della parola, mentre ne comprendi l'intenzione del silenzio?[...] Sul tuo conto invece, Catilina, mentre non batton ciglio, approvano, mentre lascian fare, sentenziano, mentre tacciono, gridano la condanna».
Cicerone non parla d'esilio, di provvedimento illegale poiché solo il giudizio popolare può decretare tale pena ma consiglia Catilina di allontanarsi dalla città, «Non te lo impongo, ma se chiedi il mio parere, te lo consiglio». Secondo il console, numerosi sono coloro che difendono o sottovalutano l'azione di Catilina e nel Senato siedono molti dei congiurati, per tale ragione Cicerone non lo condanna a morte, nonostante il decreto del senato consulto.
«E frattanto vi sono qui in senato alcuni che o non vedono quel che ci sovrasta, o fingono d'ignorare ciò che pur vedono; costoro con la fiacchezza delle loro proposte hanno alimentato le speranze di Catilina e col non prestarvi fede han rinvigorito la congiura in sul nascere».
In quest'orazione ci sono due prosopopee: nella prima Cicerone immagina che la patria rimproveri Catilina per le crudeltà commesse, invitandolo ad andarsene da una città che non lo vuole più.
«Orbene, te odia e teme la patria, che è madre comune di tutti noi, e già da tempo è convinta che nient'altro tu volga in mente che il suo assassinio e tu di lei non rispetterai l'autorità, non t'inchinerai al giudizio, non paventerai la forza?».
Con la seconda prosopopea, Cicerone dà voce alla patria, da cui immagina di essere rimproverato per la sua scelta di non condannare a morte Catilina; il console si giustifica dicendo che l'arrivo di Catilina al campo di Manlio renderà palesi tutti i suoi propositi parricidi, così la radice stessa e il germe di tutti i mali verranno distrutti, perché partirebbero anche tutti i suoi complici. L'orazione si chiude con una preghiera a Giove Statore, la divinità a cui si affidava la salvezza della patria.

### Oratio II

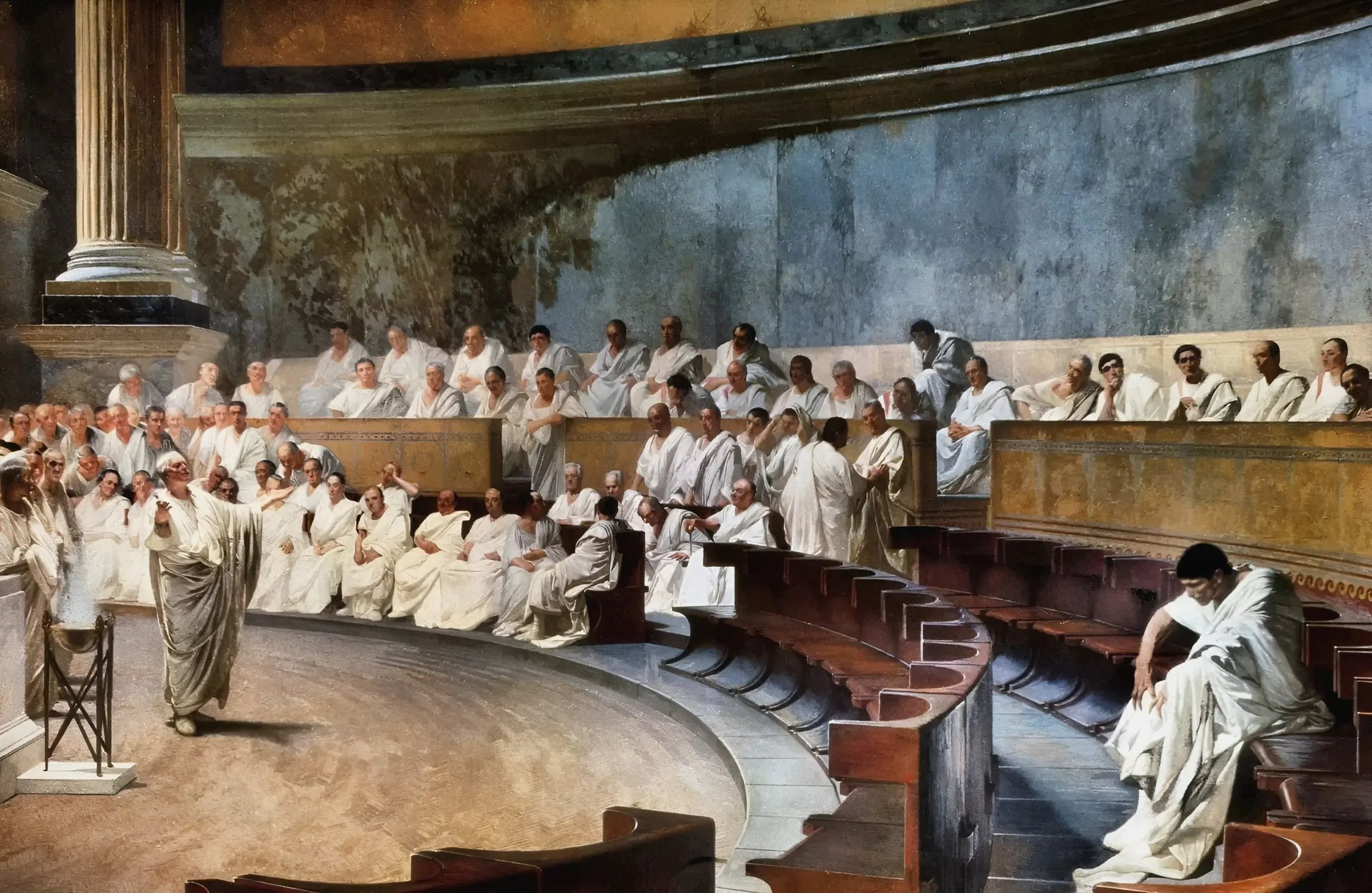
Cicerone pronuncia in Senato la prima Catilinaria - Cicerone denuncia Catilina, 1880, affresco di Cesare Maccari; Roma, Palazzo Madama, Sala Maccari.

La seconda Catilinaria è un'orazione pronunciata da Cicerone il 9 novembre del 63 a.C., al cospetto di tutto il popolo romano.
Ciò che emerge dall'orazione è un Cicerone profondamente soddisfatto del suo modo di comandare e proteggere lo stato; infatti, è proprio grazie alla condotta del console che è stata resa possibile la fuga di Catilina, o, secondo le parole dell'orazione stessa, “la sua spontanea partenza” da Roma, allontanando, così, da essa qualsiasi forma di terrore. Catilina, infatti, è dipinto come "una belva che si era sentita sfuggire dalle fauci la città che stava per dilaniare". Con queste parole, Cicerone mira a difendersi da tutti coloro che lo ritenevano colpevole dell'abbandono della patria da parte del congiurato.
Dunque, gli scopi principali che l'arpinate voleva dimostrare in questa orazione, sono, essenzialmente, due: la colpevolezza del suo acerrimo nemico, (che lo aveva portato alla fuga), e la proposta della medesima soluzione per tutti coloro che avevano preso parte alla cospirazione assieme a lui.
D'altra parte Cicerone è anche fortemente rattristato, in quanto non ha potuto abbattere, definitivamente, il suo temuto avversario, e pertanto, esprime tutta la sua preoccupazione:
«(...) E se il mio consolato riuscirà, visto che è impossibile farli rinsavire, a eliminarli, prolungherà la vita del nostro stato non già per un breve e imprecisabile periodo di tempo, ma per molti secoli ancora. (...) Per terra e per mare tutti i nemici esterni sono stati, grazie al valore di un solo nostro concittadino, vinti e costretti alla pace; è una guerra
all'interno del nostro paese quella che resta , all'interno si tramano insidie, all'interno è racchiuso il pericolo, all'interno è il nemico dello stato!»
Così, dopo aver informato tutti i cittadini romani della congiura ordita contro la res publica, Cicerone manifesta il timore per la presenza a Roma di numerosi seguaci del congiurato, (che divide in sei categorie): “un'accozzaglia di vecchi disperati”, contadini debosciati” e “agricoltori falliti”.
L'orazione intreccia sapientemente "toni patetici e indignati con altri di più sobria riflessione", come nel passo in cui si passano in rassegna questi gruppi di "spossessati" e "diseredati":
«(...) Vi esporrò dunque, romani, quali categorie di persone forniscono a Catilina codeste sue forze; subito dopo a ciascuna di esse offrirò con la mia parola, se mi sarà possibile, il rimedio di un saggio consiglio. (...) La prima categoria è formata da cittadini che, pure ingolfati in grossi debiti, hanno delle proprietà più grosse ancora, ma sono a esse così svisceratamente attaccati, che è per loro impossibile disfarsi insieme di esse e dei debiti. (...) Ad ogni modo, però, costoro non sono, a mio avviso, assolutamente temibili, dato che c'è la possibilità di farli ricredere, oppure, se persisteranno nel loro atteggiamento, mi danno l'impressione di essere più pronti a imprecare contro lo stato che non a prendere le armi contro di esso».
L'astuto Catilina aveva raggruppato questa cospicua forza militare in Etruria; essa era costituita, principalmente, dalla vecchia aristocrazia e da coloro "che non avevano trovato il giusto assetto con la colonizzazione" durante il governo sillano.
In conclusione, il console si affida agli dei immortali, gli unici in grado di riconoscere la giustizia, l'onore, la temperanza, ovvero “le luminosissime virtù” del popolo romano, contrapposte ai gravi e numerosi vizi di coloro che parteggiano per Catilina, ed espone, poi, la volontà di annientarli definitivamente, in una guerra interna.
Occorre, perciò, ripristinare al più presto quel clima di pax e concordia ordinum a cui Cicerone tanto aspirava.
«(...) E in tutta questa faccenda ci si comporterà in modo che a fatti gravissimi si porrà rimedio provocando il minimo scompiglio, a pericoli gravissimi non proclamando affatto lo stato di emergenza, a una guerra civile e interna, la più crudele e grave che mai si sia avuta a memoria d'uomo, facendo esclusivamente ricorso alla mia opera di comandante supremo in abito civile. Una guerra che sarà in modo tale condotta da me, romani, che, sol che mi sarà dato il modo di farlo, non uno che sia colpevole subirà qui a Roma il castigo che la sua scelleratezza merita».

### Oratio III
La terza orazione fu pronunciata nel pomeriggio del 3 dicembre dinanzi al popolo per metterlo al corrente di quanto accaduto durante la seduta senatoria tenutasi lo stesso giorno. In questa orazione Cicerone svela la "trama criminosa" e descrive il modo in cui furono catturati i catilinari.
All'indomani della fuga di Catilina i suoi seguaci erano ancora a Roma, pertanto era necessario farli uscire allo scoperto. L'occasione si presentò a dicembre, quando i congiurati presero contatto con gli Allobrogi, popolazione gallica, inducendoli a dar vita ad una rivolta al di là delle Alpi, ma anche questa volta Cicerone fu messo al corrente da Fabio Sanga, patronus degli Allobrogi. Cicerone incoraggiò gli ambasciatori dei Galli a continuare le trattative e farsi consegnare le lettere che contenevano le prove del tradimento. Nella notte del 3 dicembre i Galli e Tito Volturcio vennero fermati dai pretori Lucio Valerio Flacco e Gaio Pomptino su ponte Milvio, e le lettere che portavano con sé sequestrate.
Durante la seduta in senato, convocato lo stesso giorno, i catilinari confessarono le loro colpe e vennero puniti con gli arresti domiciliari. A Cicerone vennero rivolti i massimi ringraziamenti per il coraggio e l'intelligenza con la quale aveva affrontato la minaccia; fu designato "pater patriae" e in suo onore fu organizzata una festa di ringraziamento agli deì (supplicatio).
«(...) E non basta: è stata decretata in mio onore una solenne festa di ringraziamento agli dèì immortali per la benevolenza che ci hanno dimostrata.(...) E a voler paragonare questa supplicatio con le precedenti, eccone la differenza: le altre vennero decretate per successi militari al servizio dello stato, questa mia, ed essa sola, per averlo salvato».
Cicerone tuttavia non si prende alcun merito, ma considera gli dèi i salvatori dell'Urbe: essi infatti con i loro presagi e prodigi hanno smascherato i congiurati. Il console non chiede alcun premio ma solo l'immortale ricordo della giornata vittoriosa poiché la memoria è il miglior premio.
«(...) Comunque sia, romani, il mio comportamento in tutta questa faccenda fa senz'altro pensare a un intervento provvidenziale degli dèi immortali frutto della loro saggia volontà. (...) Gli aruspici avevano presagito con i loro responsi la macchinazione di stragi, di incendi, della rovina dello stato».
L'orazione si conclude con l'elogio di Pompeo, al quale era legato da una grande amicizia, che aveva dato all'impero confini nuovi con le sue conquiste.
«(...) In questa nostra repubblica sono contemporaneamente vissuti due cittadini, dei quali uno ha dato al vostro impero come confini non già quelli della terra bensì quelli delle regioni del cielo».
E con la richiesta di benevolenza al popolo chiedendo espressamente di prendere le sue difese qualora fosse stato attaccato dai suoi nemici.
«(...) Ad ogni modo, se i nemici interni si scaglieranno con attacchi di ogni genere(...) contro la mia persona soltanto sarete voi, romani che dovrete preoccuparvi della sorte che (...) dovrà toccare a chi si è esposto all'impopolarità e a pericoli di ogni specie in difesa dei vostri vitali interessi».
Ma questo non si realizzò, infatti l'Arpinate nel 58 a.C. fu esiliato poiché aveva violato la "lex Clodia de capite civis Romani" che prevedeva l'esilio di coloro i quali avevano condannato cittadini romani senza appellarsi alla "provocatio ad popolum".
Nel 60 a.C. la terza catilinaria fu rimaneggiata e del testo originale sono state conservate le parti salienti dell'orazione: il racconto delle vicende precedenti alla cattura dei catilinari, il complotto di questi con gli Allobrogi, il ruolo di Cicerone come "salvatore dell'Urbe" e la benevolenza degli dèi che avevano aiutato il console. Tutto questo portò la plebe urbana ad elogiare l'Arpinate e a maledire i seguaci di Catilina. Cicerone però sapeva bene che il pericolo era dietro l'angolo infatti di lì a poco i senatori presero atto della disillusione di cui furono vittime.

### Oratio IV
Il 5 dicembre Cicerone si esprime in Senato sulle sorti degli arrestati. Pur non pronunciandosi espressamente a favore della pena di morte, richiama al giudizio i senatori, affinché votino per il bene della patria.
«Vi vedo tutti, senatori (...). È per me confortante nelle avversità e bene accetta nel dolore la sollecitudine che voi mi dimostrate, ma, in nome degli dèi immortali, mettetela da parte e, senza pensare affatto alla mia salvezza, preoccupatevi di voi e dei vostri figli».
L'ultima delle quattro orazioni mette in chiaro la portata dell'intervento ciceroniano teso a sradicare definitivamente il pericolo catilinario che serpeggiava all'interno della società. In questa seduta dinanzi al senato il console non poté fare a meno di appellarsi alla salus rei publicae per scuotere i senatori a decidere in merito alla pena da infliggere ai congiurati dopo aver, in tutta l'opera, descritto Catilina a tinte fosche per fare breccia nella memoria del popolo e celebrarsi, in seguito, come pater patriae.
«Ora, di qualunque cosa si tratti e qualunque sia la deliberazione per la quale vi fa propendere il vostro modo di pensare e di giudicare, la decisione dovete prenderla prima di notte (...). Con palliativi e rinvii sarebbe assolutamente impossibile soffocarlo: è con prontezza che dovete reprimerlo, qualunque sia il mezzo che ritenete più opportuno»
In realtà sappiamo che la quarta orazione fu pronunciata, le none di dicembre del 63 a.C., "ex eventu", ossia solo a seguito che i senatori si fossero schierati a favore della pena da assegnare. Interessante è che, secondo molti studiosi, non fu l'intervento di Cicerone a risultare decisivo in merito al giudizio dei senatori bensì quello di Marco Porcio Catone Uticense, a favore della condanna più dura.
«Fino a questo momento due sono, a quel che vedo, le proposte fatte: la prima di Decimo Silano che sostiene la necessità di punire con la morte coloro che hanno tentato di distruggere questo nostro stato, la seconda di Gaio Cesare, che respinge la pena di morte (...). Egli propone che i congiurati vengano distribuiti nei municipi (...)».
L'arpinate infatti, nel prospettare le differenti soluzioni da adottare dinanzi ai senatori, si mostra come giudice imparziale preoccupato solo della tempestività della loro decisione e totalmente disinteressato di quella che sarà la propria sorte:
«Nonostante tutto, però, l'interesse dello stato prevalga sulla considerazione dei miei pericoli personali».
Anche se, in un secondo momento, radicalizza la propria posizione e scrive:
«(...) dobbiamo temere assai di più, deliberando una pena più leggera, di essere tacciati di crudeltà verso la patria, che non di eccessiva spietatezza verso dei mortali nemici infliggendo loro una pena esemplare».
Diverse furono infatti le posizioni, gli schieramenti, che si profilarono in senato da parte delle varie factiones: mentre Decimo Giunio Silano, con l'appoggio di Cicerone e dell'Uticense, si schierava a favore della condanna, Gaio Giulio Cesare suggeriva una soluzione meno dolorosa.
«In realtà la proposta che Cesare fa, (...) è per noi come un pegno del suo costante attaccamento alla repubblica».
Egli infatti aveva proposto la detenzione a vita nei municipi, in una requisitoria avversa alla condanna a morte dei traditori. L'analisi delle fonti mostra come questa fosse stata, in realtà, una circostanza eccezionale in cui fu applicato l'extremum supplicium (pena estrema, dopo Gaio Gracco nel 121 a.C. e Saturnino nel 100 a.C.), a cui fu contrario solo Cesare, appunto, il quale mise in allerta i presenti da una possibile vendetta popolare con l'accusa di aver scardinato i principi costituzionali repubblicani attraverso la revoca della provocatio ad populum. Nella notte i cinque congiurati (Publio Cornelio Lentulo Sura, Gaio Cornelio Cetego, Statilio, Gabino e Cepario) furono strangolati nel carcere mamertino e Cicerone annunciò nel Foro l'avvenuta esecuzione con il celebre “vixerunt”, "vissero", appunto. Catilina, rifugiatosi in Etruria con l'appoggio di Manlio, morì in battaglia nel 62 a.C. a Pistoia contro l'esercito di Gaio Antonio Ibrida a cui era stato affidato l'esercito. Marco Porcio Catone Uticense accusò Cesare di aver tramato a fianco dei Catilinari e l'arpinate fu condotto a casa da una folla trepidante che lo acclamava come salvatore della patria.